# Blacus signifer
Blacus signifer är en stekelart som beskrevs av Van Achterberg 1988. Blacus signifer ingår i släktet Blacus och familjen bracksteklar. Inga underarter finns listade.